# 24-Stunden-Rennen von Spa-Francorchamps 2025

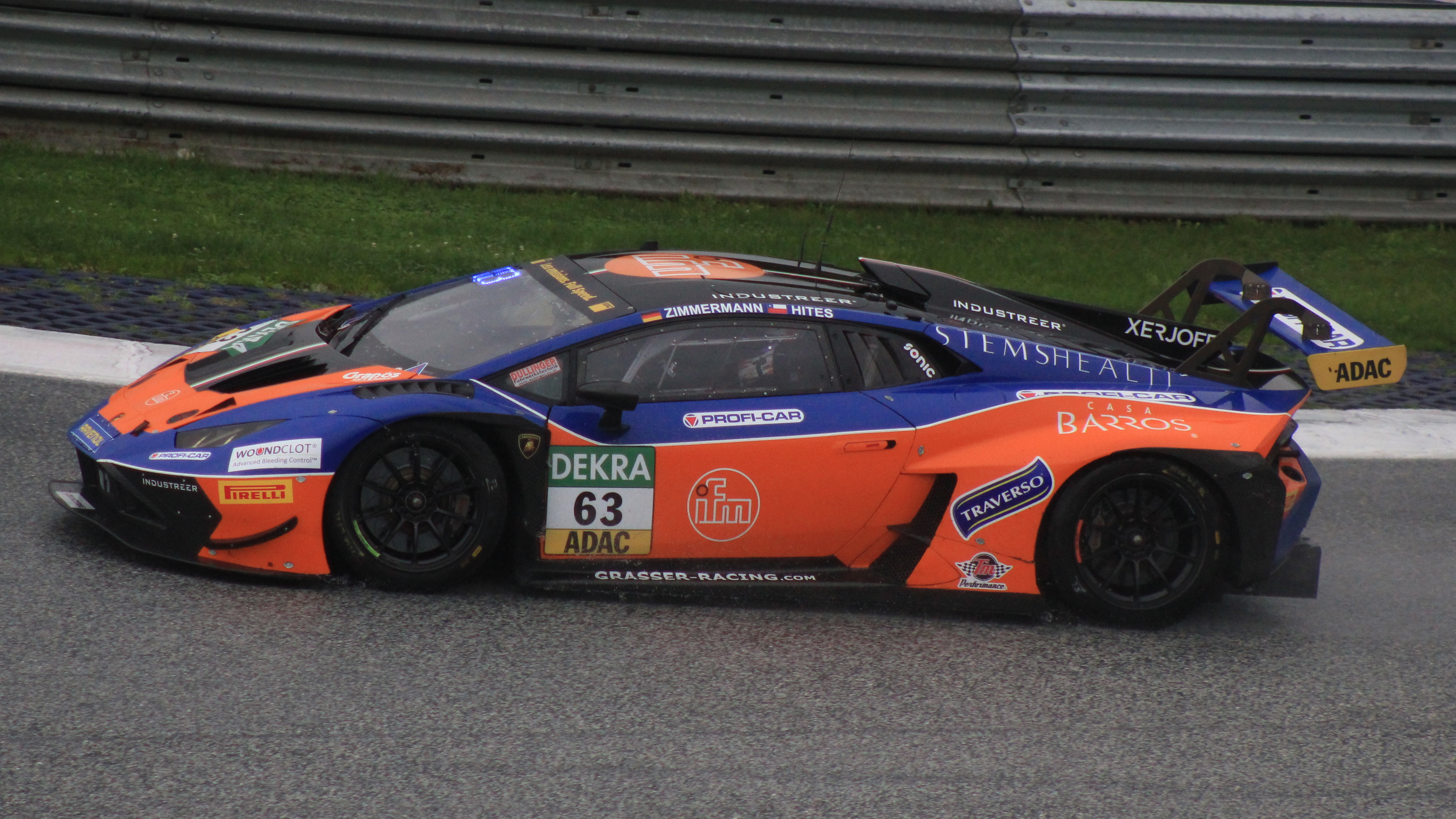
Der siegreiche Grasser-Racing-Lamborghini Huracán GT3 Evo 2, hier beim ADAC-GT-Masters-Rennen auf dem Red Bull Ring 2024

Das 77. 24-Stunden-Rennen von Spa-Francorchamps, auch 2025 CrowdStrike 24 Hours of Spa, fand vom 28. bis 29. Juni 2025 auf dem Circuit de Spa-Francorchamps statt und war der dritte Wertungslauf der GT World Challenge Europe dieses Jahres.

## Das Rennen
Zum ersten Mal in der langen Geschichte des italienischen Sportwagen-Herstellers Lamborghini gewann eines dessen Rennfahrzeuge das seit 1924 ausgetragene 24-Stunden-Rennen von Spa-Francorchamps. Nach einer Fahrzeit von 24:00:53,808 Stunden hatten Mirko Bortolotti, Luca Engstler und Jordan Pepper im Grasser-Racing-Lamborghini Huracán GT3 Evo 2 einen Vorsprung von 8,703 Sekunden auf das Porsche-Trio Sven Müller/Patric Niederhauser/Alessio Picariello. Dazu Lamborghini-Pilot Jordan Pepper: „Normalerweise fehlen mir selten die Worte, aber heute bin ich tatsächlich sprachlos. Dieser Moment hat lange auf sich warten lassen, und ich bin einfach nur stolz auf alle. Dieses Rennen hat mir alles gegeben. 2017 hat hier meine Karriere richtig begonnen – damals noch ein junger Kerl aus Südafrika, mit einer Familie im Rücken, die mich durch alle Höhen und Tiefen unterstützt hat. Und jetzt habe ich eine neue Familie gefunden, ein neues Zuhause – bei Grasser Racing und Lamborghini.“

## Ergebnisse

### Schlussklassement
| 1           | Pro-Cup    | 63  | GRT Grasser Racing Team            | Mirko Bortolotti Luca Engstler Jordan Pepper                                         | Lamborghini Huracán GT3 Evo 2    | 549 |
| 2           | Pro-Cup    | 96  | Rutronik Racing                    | Sven Müller Patric Niederhauser Alessio Picariello                                   | Porsche 911 GT3 R (992)          | 549 |
| 3           | Pro-Cup    | 51  | AF Corse Francorchamps Motors      | Vincent Abril Alessandro Pier Guidi Alessio Rovera                                   | Ferrari 296 GT3                  | 549 |
| 4           | Pro-Cup    | 50  | AF Corse Francorchamps Motors      | Eliseo Donno Antonio Fuoco Arthur Leclerc                                            | Ferrari 296 GT3                  | 549 |
| 5           | Pro-Cip    | 98  | Rowe Racing                        | Augusto Farfus Jesse Krohn Raffaele Marciello                                        | BMW M4 GT3 Evo                   | 549 |
| 6           | Pro-Cup    | 59  | Garage 59                          | Benjamin Goethe Marvin Kirchhöfer Joseph Loake                                       | McLaren 720S GT3 Evo             | 549 |
| 7           | Pro-Cup    | 32  | Team WRT                           | Kelvin van der Linde Charles Weerts Ugo de Wilde                                     | BMW M4 GT3 Evo                   | 548 |
| 8           | Pro-Cup    | 31  | Team WRT                           | Sheldon van der Linde Dries Vanthoor Marco Wittmann                                  | BMW M4 GT3 Evo                   | 548 |
| 9           | Gold-Cup   | 33  | Verstappen.com Racing              | Harry King Chris Lulham Thierry Vermeulen                                            | Aston Martin Vantage AMR GT3 Evo | 548 |
| 10          | Pro-Cup    | 48  | Mercedes-AMG Team Mann Filter      | Lucas Auer Matteo Cairoli Maro Engel                                                 | Mercedes-AMG GT3 Evo             | 548 |
| 11          | Pro-Cup    | 46  | Team WRT                           | Kevin Magnussen René Rast Valentino Rossi                                            | BMW M4 GT3 Evo                   | 548 |
| 12          | Gold-Cup   | 58  | Garage 59                          | Dean MacDonald Louis Prette Frederik Schandorff Adam Smalley                         | McLaren 720S GT3 Evo             | 547 |
| 13          | Gold-Cup   | 11  | CSA Racing                         | Simon Gachet James Kell Jim Pla Arthur Rougier                                       | McLaren 720S GT3 Evo             | 547 |
| 14          | Silver-Cup | 35  | Walkenhorst Motorsport             | Romain Leroux Oliver Söderström Mateo Villagómez                                     | Aston Martin Vantage AMR GT3 Evo | 547 |
| 15          | Bronze-Cup | 74  | Kessel Racing                      | Dustin Blattner Conrad Laursen Dennis Marschall Zacharie Robichon                    | Ferrari 296 GT3                  | 547 |
| 16          | Gold-Cup   | 120 | Wright Motorsports                 | Adam Adelson Tom Sargent Elliot Skeer                                                | Porsche 911 GT3 R (992)          | 546 |
| 17          | Bronze-Cup | 81  | Winward Racing                     | Daan Arrow Marvin Dienst Gabriele Piana Rinat Salikhov                               | Mercedes-AMG GT3 Evo             | 546 |
| 18          | Silver-Cup | 26  | Saintéloc Racing                   | Wyatt Brichacek Lorenzo Donniacuo Ivan Klymenko Lorens Lecertua                      | Audi R8 LMS Evo II               | 546 |
| 19          | Bronze-Cup | 25  | Saintéloc Racing                   | Paul Evrard Reece Gold Gilles Magnus Benjamin Ricci                                  | Audi R8 LMS Evo II               | 546 |
| 20          | Gold-Cup   | 777 | AlManar Racing by Team WRT         | Al Faisal Al Zubair Jens Klingmann Ben Tuck Neil Verhagen                            | BMW M4 GT3 Evo                   | 546 |
| 21          | Bronze-Cup | 80  | Lionspeed GP                       | Ricardo Feller Patrick Kolb Riccardo Pera Gabriel Rindone                            | Porsche 911 GT3 R (992)          | 546 |
| 22          | Bronze-Cup | 188 | Garage 59                          | Shaun Balfe Tom Fleming Jack Hawksworth Guilherme Oliveira                           | McLaren 720S GT3 Evo             | 545 |
| 23          | Silver-Cup | 42  | Century Motorsport                 | Mex Jansen Will Moore Jarrod Waberski                                                | BMW M4 GT3 Evo                   | 545 |
| 24          | Silver-Cup | 30  | Team WRT                           | Gustav Bergström Étienne Cheli Pierre-Louis Chovet Gilles Stadsbader                 | BMW M4 GT3 Evo                   | 544 |
| 25          | Bronze-Cup | 91  | Herberth Motorsport                | Ralf Bohn Axcil Jefferies Alfred Renauer Robert Renauer                              | Porsche 911 GT3 R (992)          | 544 |
| 26          | Bronze-Cup | 222 | 2 Seas Motorsport                  | Charles Dawson Kiern Jewiss Parker Thompson Lewis Williamson                         | Mercedes-AMG GT3 Evo             | 544 |
| 27          | Silver-Cup | 10  | Marc VDS Racing Team               | Loris Cabirou Hugo Cook César Gazeau Aurélien Panis                                  | Mercedes-AMG GT3 Evo             | 544 |
| 28          | Bronze-Cup | 8   | Kessel Racing                      | Daniele Di Amato David Fumanelli Nicolò Rosi Niccolò Schirò                          | Ferrari 296 GT3                  | 543 |
| 29          | Pro-Cup    | 998 | Rowe Racing                        | Philipp Eng Dan Harper Max Hesse                                                     | BMW M4 GT3 Evo                   | 542 |
| 30          | Silver-Cup | 54  | Dinamic GT                         | Federico Al Rifai Sébastien Baud Eshan Pieris Jop Rappange                           | Porsche 911 GT3 R (992)          | 542 |
| 31          | Pro-Am-Cup | 29  | AV Racing by Car Collection        | Noam Abramczyk Mathieu Detry Fabian Duffieux Yuan Bo                                 | Porsche 911 GT3 R (992)          | 542 |
| 32          | Pro-Am-Cup | 100 | Beechdean Motorsport               | Ross Gunn Valentin Hasse-Clot Andrew Howard Anthony McIntosh                         | Aston Martin Vantage AMR GT3 Evo | 542 |
| 33          | Bronze-Cup | 52  | AF Corse Francorchamps Motors      | Jef Machiels Louis Machiels Tommaso Mosca Marcos Siebert                             | Ferrari 296 GT3                  | 542 |
| 34          | Bronze-Cup | 76  | Barwell Motorsport                 | Adam Ali Ricky Collard Rob Collard Bijoy Garg                                        | Lamborghini Huracán GT3 Evo 2    | 541 |
| 35          | Silver-Cup | 65  | Haupt Racing Team Ford Performance | Romain Andriolo Salman Owega David Schumacher Finn Wiebelhaus                        | Ford Mustang GT3                 | 540 |
| 36          | Pro-Am-Cup | 4   | CrowdStrike by SPS                 | Colin Braun Nicky Catsburg Ian James George Kurtz                                    | Mercedes-AMG GT3 Evo             | 540 |
| 37          | Gold-Cup   | 611 | Nordique Racing                    | Kazuto Kotaka Edoardo Liberati Yūichi Nakayama Tim Sandtler                          | Mercedes-AMG GT3 Evo             | 539 |
| 38          | Pro-Am-Cup | 71  | AF Corse                           | Stéphane Lémeret Miguel Molina Luís Pérez Companc Matías Pérez Companc               | Ferrari 296 GT3                  | 537 |
| 39          | Gold-Cup   | 5   | Optimum Motorsport                 | Largim Ali James Allen Ollie Millroy Mikey Porter                                    | McLaren 720S GT3 Evo             | 536 |
| 40          | Silver-Cup | 24  | Steller Motorsport                 | Daniel Ali Lorcan Hanafin Olivier Hart Matisse Lismont                               | Chevrolet Corvette Z06 GT3.R     | 535 |
| 41          | Bronze-Cup | 12  | Rinaldi Racing                     | Christian Hook Felipe Fernández Laser David Perel Davide Rigon                       | Ferrari 296 GT3                  | 535 |
| 42          | Gold-Cup   | 333 | Paul Motorsport                    | Marzio Moretti Maximilian Paul Robin Rogalski John Paul Southern                     | Lamborghini Huracán GT3 Evo 2    | 531 |
| 43          | Bronze-Cup | 2   | Johor Motorsports Racing JMR       | Prince Abu Bakar Ibrahim Prince Jefri Ibrahim Jordan Love Alexander Sims             | Chevrolet Corvette Z06 GT3.R     | 527 |
| 44          | Pro-Am-Cup | 28  | HAAS RT                            | Simon Balcaen Xavier Knauf Steven Palette Grégory Servais                            | Audi R8 LMS Evo II               | 525 |
| 45          | Bronze-Cup | 97  | Rutronik Racing                    | Antares Au Loek Hartog Morris Schuring Martin Rump                                   | Porsche 911 GT3 R (992)          | 523 |
| 46          | Bronze-Cup | 27  | QMMF by Saintéloc Racing           | Ibrahim Al-Abdulghani Abdulla Ali Al-Khelaifi Ghanim Salah Al-Maadheed Julian Hanses | Audi R8 LMS Evo II               | 521 |
| 47          | Gold-Cup   | 88  | Tresor Attempto Racing             | Riccardo Cazzaniga Rocco Mazzola Leonardo Moncini Sebastian Øgaard                   | Audi R8 LMS Evo II               | 507 |
| 48          | Pro-Cup    | 00  | Goodsmile Racing                   | Tatsuya Kataoka Kamui Kobayashi Nobuteru Taniguchi                                   | Mercedes-AMG GT3 Evo             | 447 |
| 49          | Bronze-Cup | 15  | BMW Italia Ceccato Racing          | Felice Jelmini Federico Malvestiti Connor De Phillippi Marcelo Tomasoni              | BMW M4 GT3 Evo                   | 445 |
| 50          | Bronze-Cup | 93  | Ziggo Sport Tempesta Racing        | Eddie Cheever III Chris Froggatt Jonathan Hui Lorenzo Patrese                        | Ferrari 296 GT3                  | 405 |
| 51          | Gold-Cup   | 92  | Herberth Motorsport                | Tim Heinemann Rolf Ineichen Joel Sturm                                               | Porsche 911 GT3 R (992)          | 398 |
| Ausgefallen |            |     |                                    |                                                                                      |                                  |     |
| 52          | Silver-Cup | 19  | GRT Grasser Racing Team            | Ivan Ekelchik Liang Jiatong Baptiste Moulin Dante Rappange                           | Lamborghini Huracán GT3 Evo 2    | 374 |
| 53          | Silver-Cup | 21  | Comtoyou Racing                    | Nicolas Baert Jamie Day Xavier Maassen Kobe Pauwels                                  | Aston Martin Vantage AMR GT3 Evo | 337 |
| 54          | Pro-Cup    | 64  | Haupt Racing Team Ford Performance | Thomas Drouet Arjun Maini Jann Mardenborough                                         | Ford Mustang GT3                 | 323 |
| 55          | Pro-Cup    | 163 | Vincenzo Sospiri Racing            | Marco Mapelli Sandy Mitchell Franck Perera                                           | Lamborghini Huracán GT3 Evo 2    | 323 |
| 56          | Bronze-Cup | 991 | Paradine Competition               | Jake Dennis Sean Gelael Darren Leung Toby Sowery                                     | BMW M4 GT3 Evo                   | 321 |
| 57          | Silver-Cup | 992 | Paradine Competition               | Charles Clark Pedro Ebrahim James Kellett Maxime Oosten                              | BMW M4 GT3 Evo                   | 303 |
| 58          | Gold-Cup   | 23  | Team RJN                           | Reece Barr Alex Buncombe Ben Dörr Tommy Foster                                       | McLaren 720S GT3 Evo             | 289 |
| 59          | Gold-Cup   | 57  | Winward Racing                     | Indy Dontje Philip Ellis Russell Ward                                                | Mercedes-AMG GT3 Evo             | 219 |
| 60          | Pro-Cup    | 17  | Mercedes-AMG Team GetSpeed         | Jules Gounon Fabian Schiller Luca Stolz                                              | Mercedes-AMG GT3 Evo             | 218 |
| 61          | Silver-Cup | 99  | Tresor Attempto Racing             | Alex Aka Philippe Denes Alberto Di Folco Ezequiel Pérez Companc                      | Audi R8 LMS Evo II               | 218 |
| 62          | Pro-Cup    | 7   | Comtoyou Racing                    | Mattia Drudi Marco Sørensen Nicki Thiim                                              | Aston Martin Vantage AMR GT3 Evo | 197 |
| 63          | Bronze-Cup | 66  | resor Attempto Racing              | Max Hofer —— Andrey Mukovoz —— Alexey Nesov Dylan Pereira                            | Audi R8 LMS Evo II               | 144 |
| 64          | Pro-Cup    | 911 | Pure Rxcing                        | Richard Lietz Alex Malykhin Thomas Preining                                          | Porsche 911 GT3 R (992)          | 136 |
| 65          | Pro-Cup    | 9   | Marc VDS Racing Team               | Maximilian Götz Mikaël Grenier Maxime Martin                                         | Mercedes-AMG GT3 Evo             | 127 |
| 66          | Silver-Cup | 3   | GetSpeed                           | Anthony Bartone Karol Basz Tom Kalender Yannick Mettler                              | Mercedes-AMG GT3 Evo             | 112 |
| 67          | Pro-Am-Cup | 11  | Comtoyou Racing                    | Sebastián Álvarez Frédéric Jousset Sérgio Sette Câmara Bernardo Sousa                | Aston Martin Vantage AMR GT3 Evo | 99  |
| 68          | Silver-Cup | 6   | GetSpeed                           | Colin Caresani Lin Hodenius Tanart Sathienthirakul Aaron Walker                      | Mercedes-AMG GT3 Evo             | 65  |
| 69          | Pro-Cup    | 18  | Dinamic GT                         | Bastian Buus Matt Campbell Mathieu Jaminet                                           | Porsche 911 GT3 R (992)          | 60  |
| 70          | Silver-Cup | 60  | Vincenzo Sospiri Racing            | Michele Beretta Alessio Deledda Andrea Frassinetti Mattia Michelotto                 | Lamborghini Huracán GT3 Evo 2    | 46  |
| 71          | Bronze-Cup | 270 | Comtoyou Racing                    | Rodrigo Almeida Jessica Hawkins Alexandre Leroy Antoine Potty                        | Aston Martin Vantage AMR GT3 Evo | 43  |
| 72          | Pro-Am-Cup | 70  | AF Corse                           | Riccardo Agostini Matthew Bell Blake McDonald Custodio Toledo                        | Ferrari 296 GT3                  | 40  |
| 73          | Pro-Cup    | 22  | Schumacher CLRT                    | Klaus Bachler Ayhancan Güven Laurin Heinrich                                         | Porsche 911 GT3 R (992)          | 26  |
| 74          | Silver-Cup | 112 | CSA Racing                         | Edgar Maloigne Josh Mason Maxime Robin Sai Sanjay                                    | McLaren 720S GT3 Evo             | 23  |

### Nur in der Meldeliste
Zu diesem Rennen sind keine weiteren Meldungen bekannt.

### Klassensieger
| Klasse     | Fahrer           | Fahrer            | Fahrer            | Fahrer            | Fahrzeug                         | Platzierung im Gesamtklassement |
| ---------- | ---------------- | ----------------- | ----------------- | ----------------- | -------------------------------- | ------------------------------- |
| Pro-Cup    | Mirko Bortolotti | Luca Engstler     | Jordan Pepper     |                   | Lamborghini Huracán GT3 Evo 2    | Gesamtsieg                      |
| Pro-Am-Cup | Noam Abramczyk   | Mathieu Detry     | Fabian Duffieux   | Yuan Bo           | Porsche 911 GT3 R (992)          | Rang 31                         |
| Gold-Cup   | Harry King       | Chris Lulham      | Thierry Vermeulen |                   | Aston Martin Vantage AMR GT3 Evo | Rang 9                          |
| Silver-Cup | Romain Leroux    | Oliver Söderström | Mateo Villagómez  |                   | Aston Martin Vantage AMR GT3 Evo | Rang 14                         |
| Bronze-Cup | Dustin Blattner  | Conrad Laursen    | Dennis Marschall  | Zacharie Robichon | Ferrari 296 GT3                  | Rang 15                         |

### Renndaten
- Gemeldet: 74
- Gestartet: 74
- Gewertet: 51
- Rennklassen: 5
- Zuschauer: unbekannt
- Wetter am Renntag: warm und trocken
- Streckenlänge: 7,004 km
- Fahrzeit des Siegerteams: 24:00:53,808 Stunden
- Gesamtrunden des Siegerteams: 549
- Gesamtdistanz des Siegerteams: 3845,196 km
- Siegerschnitt: 160,116 km/h
- Pole Position: Marvin Kirchhöfer – McLaren 720S GT3 Evo (#163) – 2:15,113
- Schnellste Rennrunde: unbekannt
- Rennserie: 3. Lauf zur GT World Challenge Europe 2024